# ماهیچه نزدیک‌کننده دراز
ماهیچه نزدیک‌کننده دراز (انگلیسی: Adductor longus muscle) یک ماهیچه اسکلتی است که در ناحیه ران واقع شده است. کارکرد آن نزدیک‌کشی (اداکشن) ران و کمک به خمش (فلکشن) و درون‌چرخش است.
سر ثابت آن سطح قدامی استخوان شرمگاهی، سر متحرک آن بخش میانی استخوان ران و عصب‌گیری آن از عصب سدادی قدامی است.

## نگارخانه

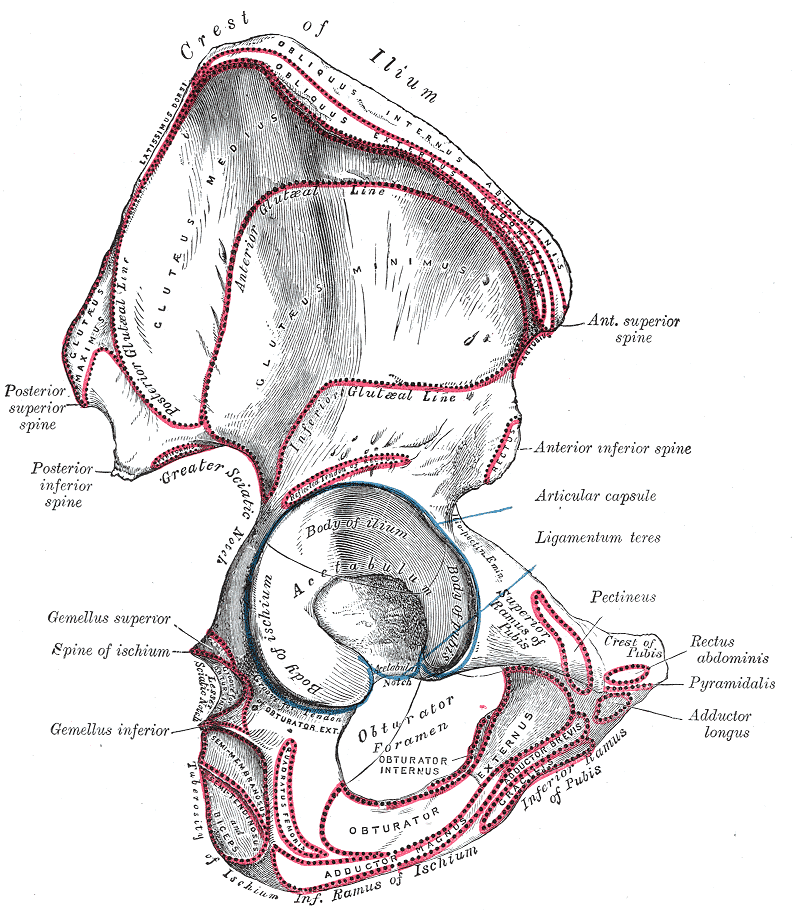
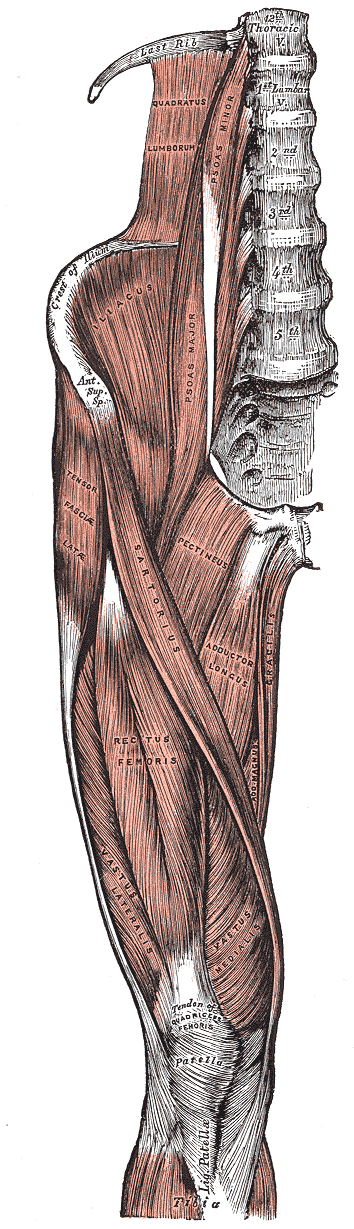
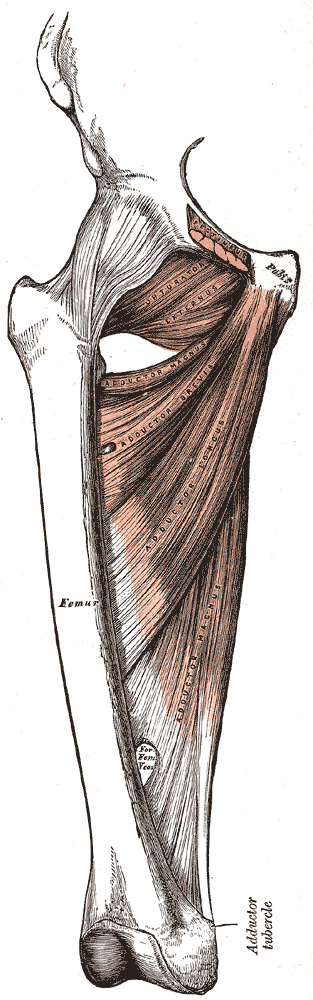
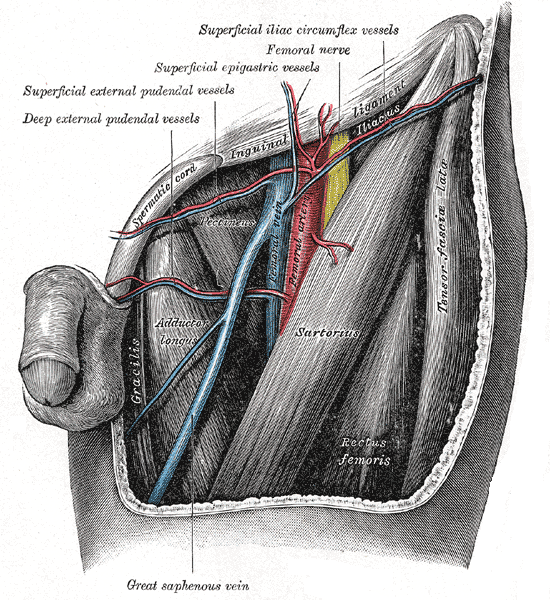
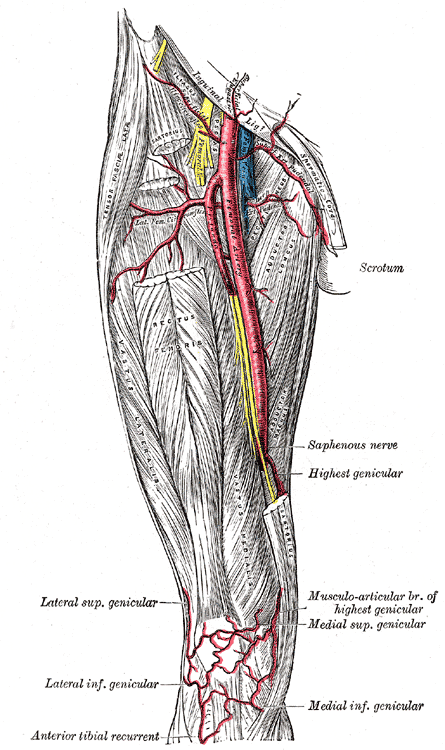
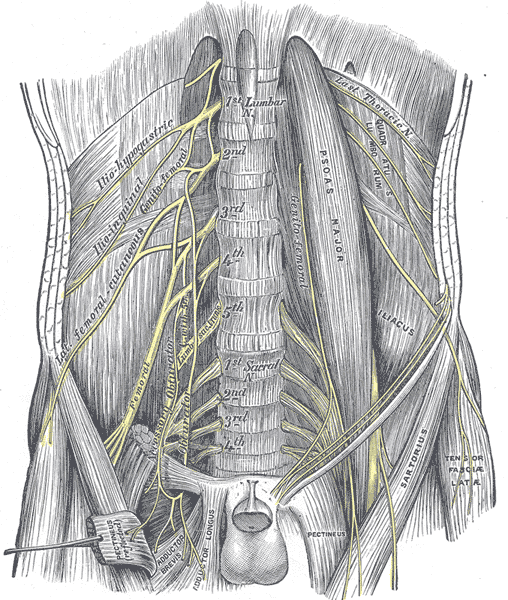
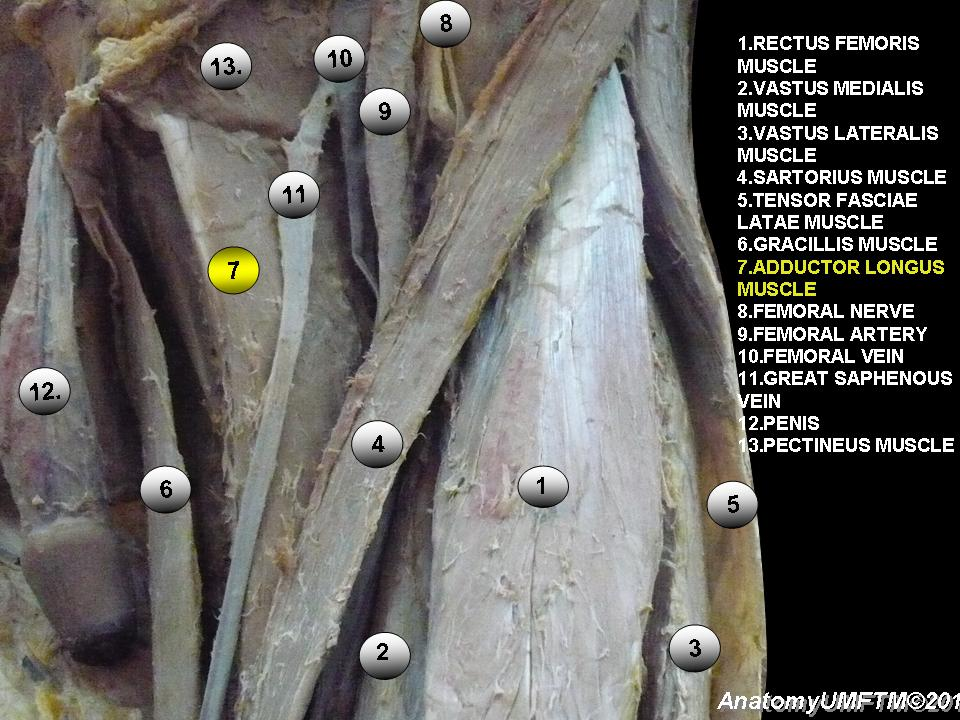
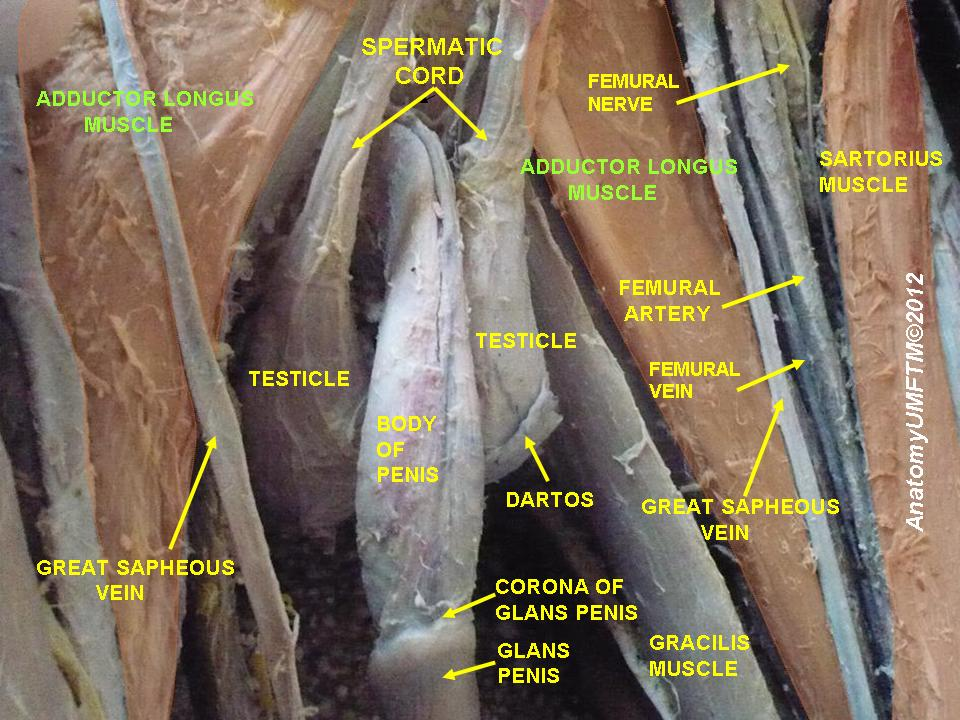
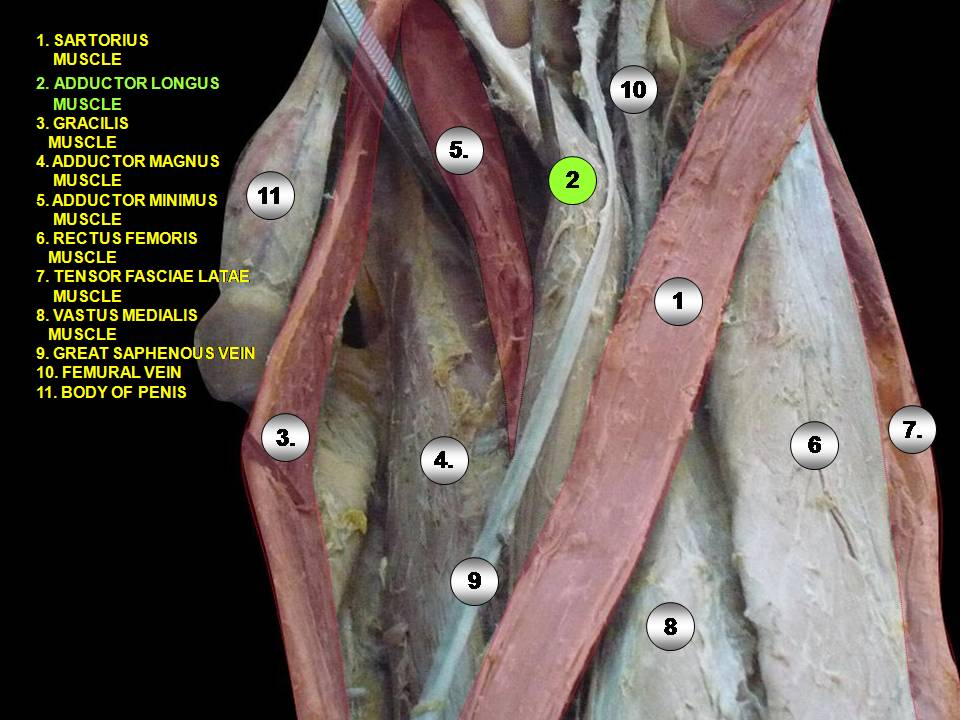
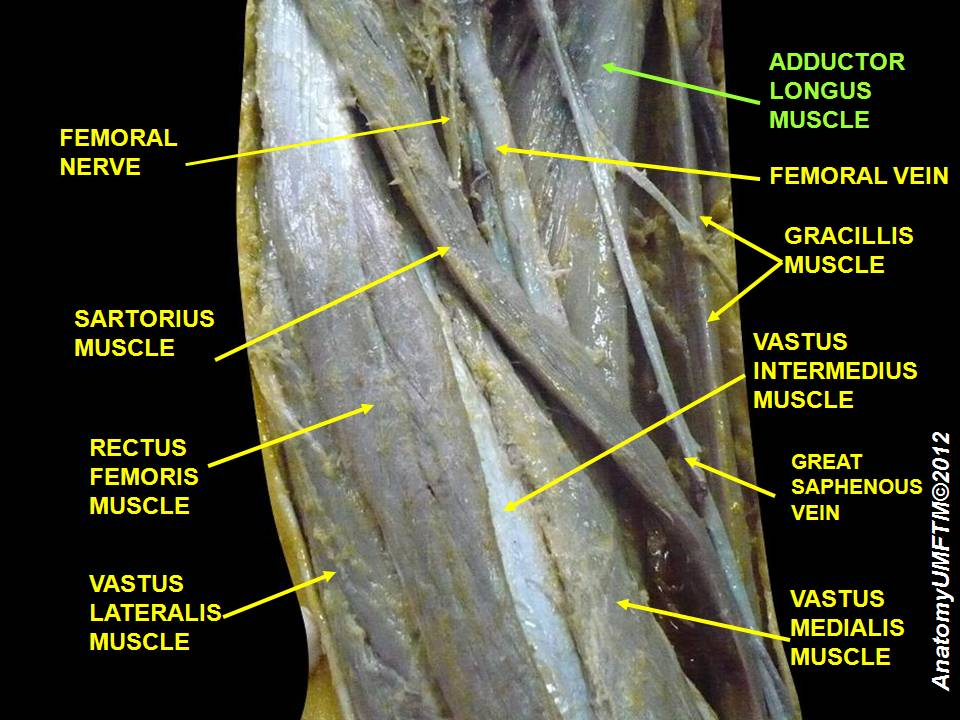
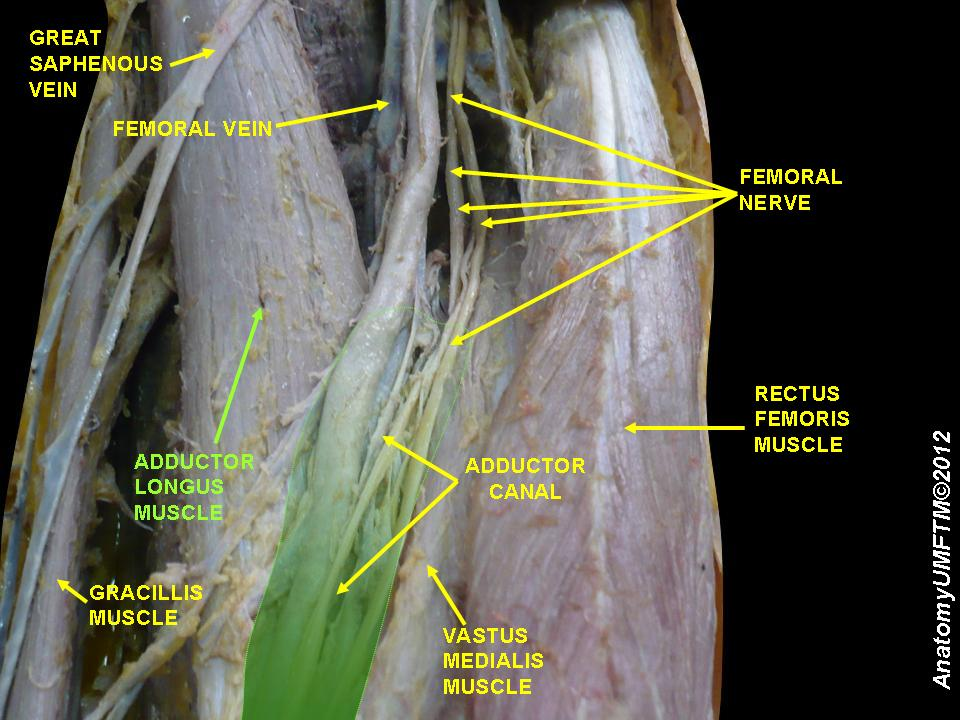
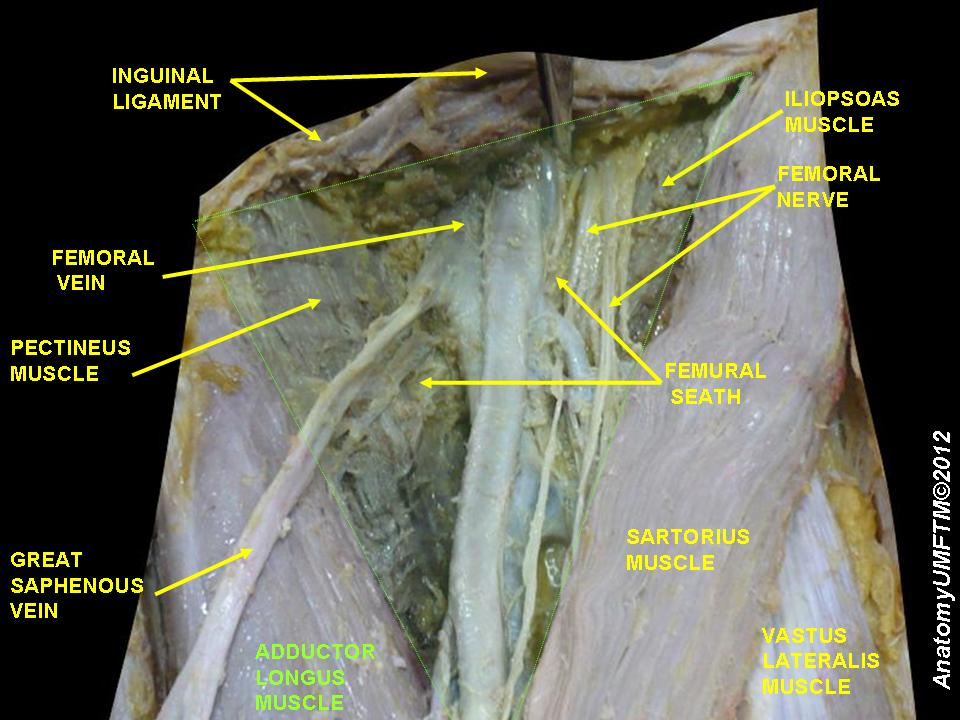
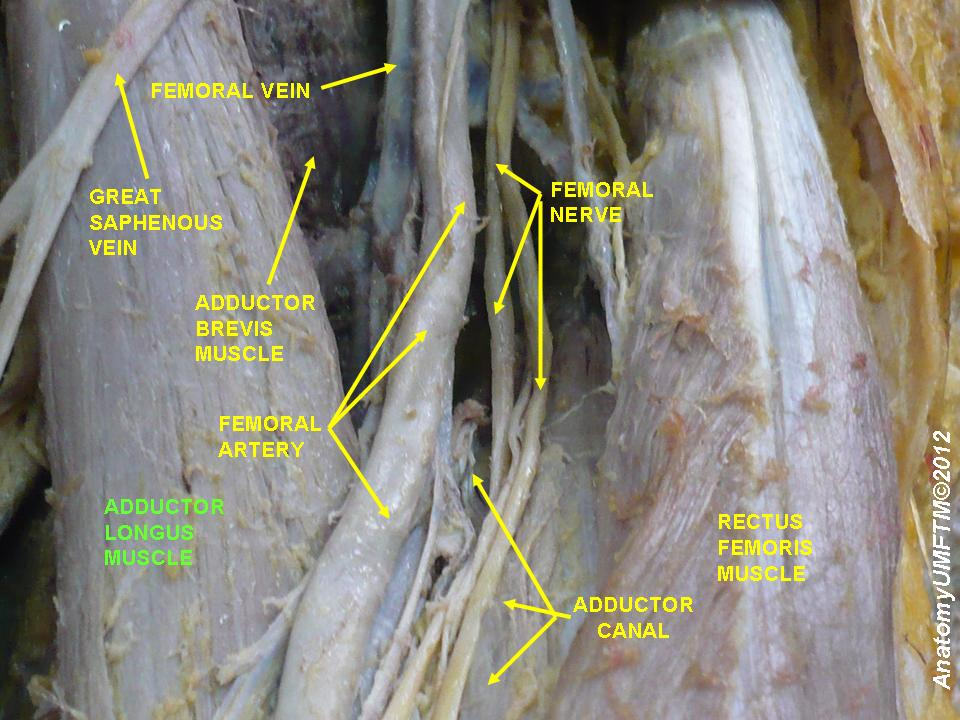
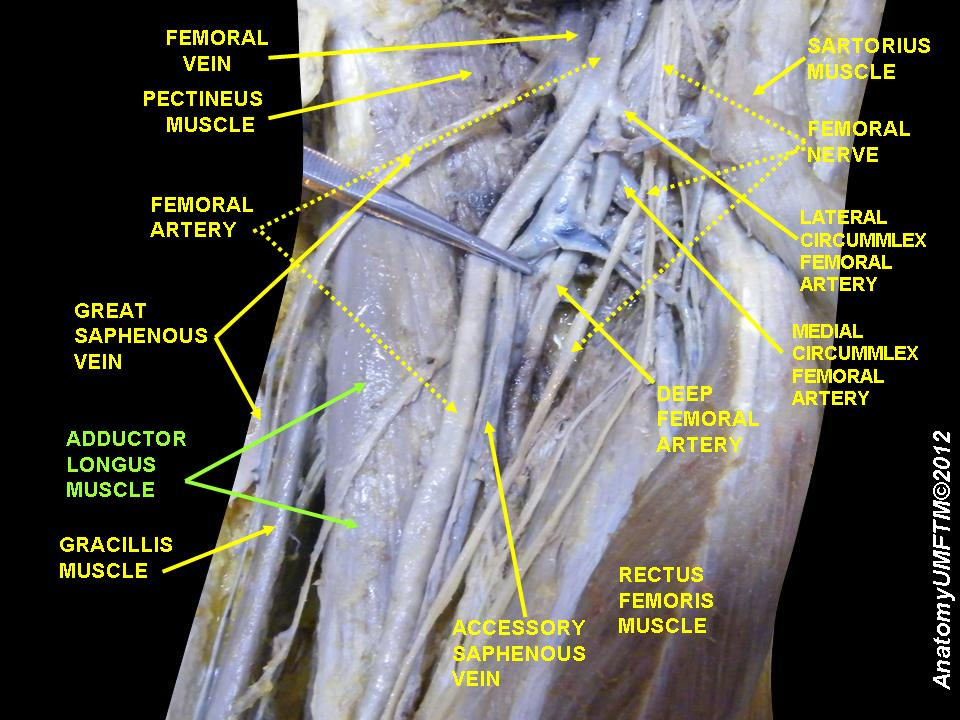
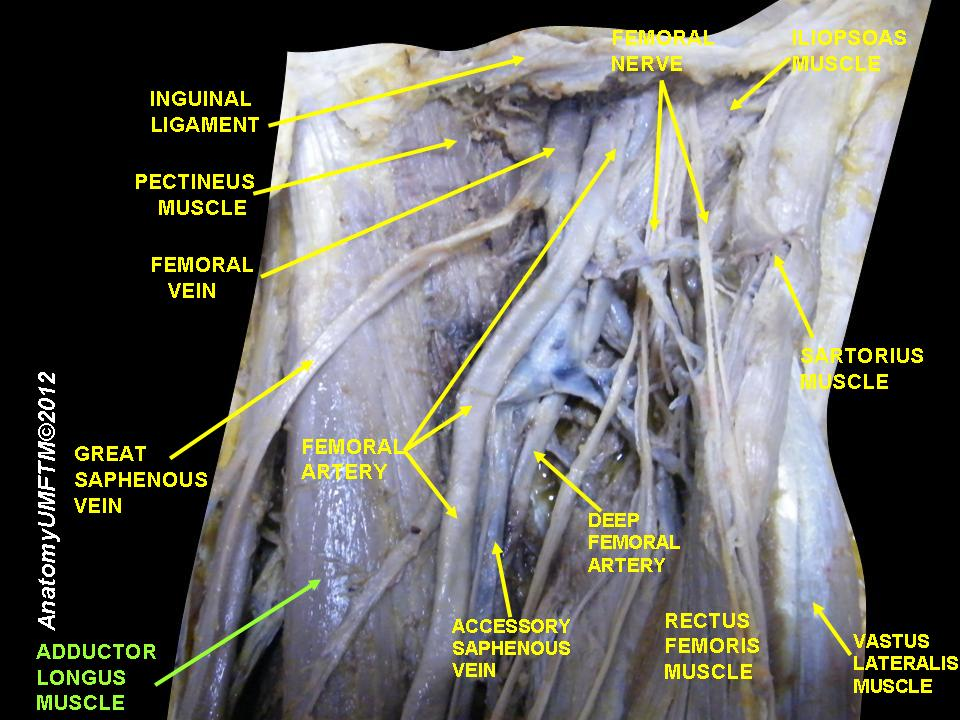
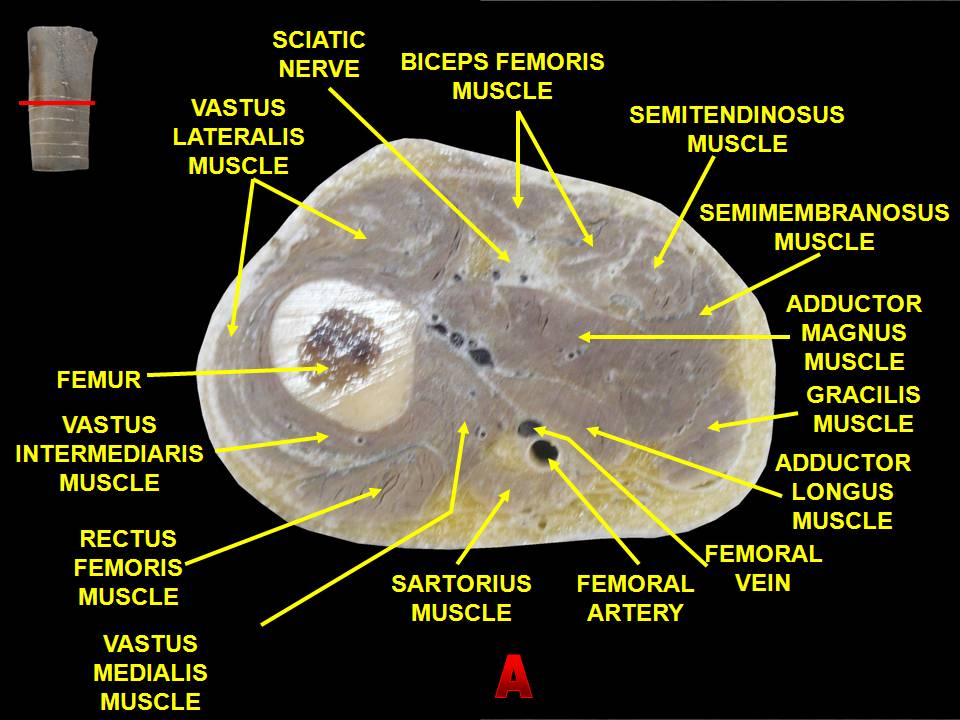
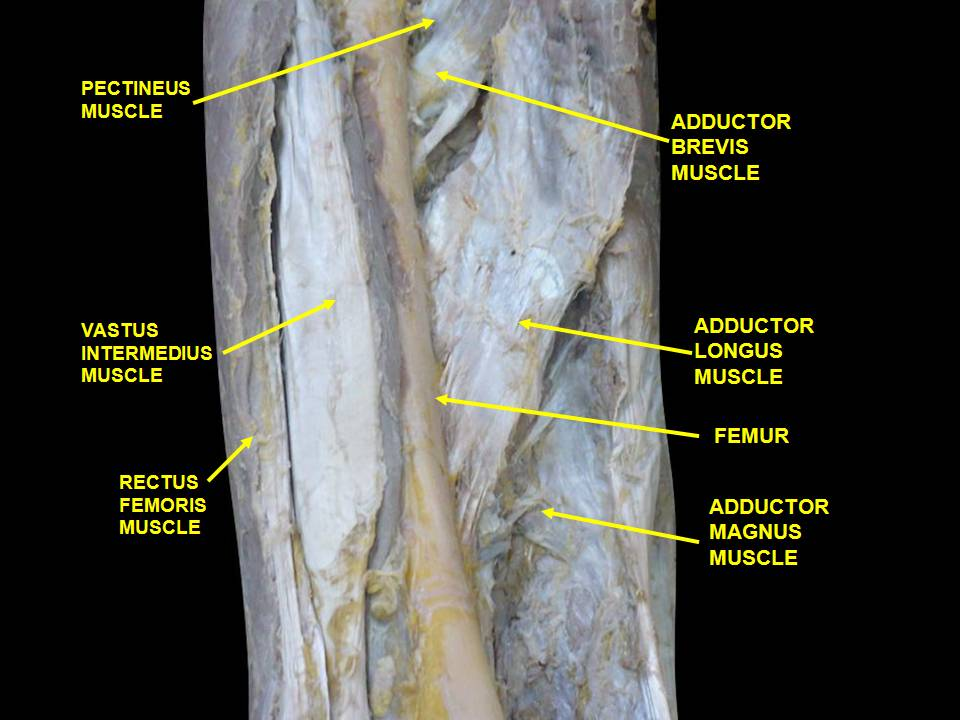